# Девитт-Моретт, Сесиль
Сесиль Девитт-Моретт (фр. Cécile DeWitt-Morette; 21 декабря 1922 — 8 мая 2017) — французский и американский математический физик, основатель школы физики в Лез-Уш во французских Альпах. Офицер Ордена Почётного легиона (2011 год), лауреат премии Марселя Гроссмана (2000 год), кавалер французского ордена «За заслуги» (1981 год).

## Биография
Сесиль родилась в Париже 21 декабря 1922 года, выросла в Кане и получила степень бакалавра наук в местном университете. Она закончила магистратуру в Парижском университете. В день высадки в Нормандии, большая часть её семьи погибла в бомбардировке. Вскоре после окончания магистратуры, Сесиль Девитт-Моретт была нанята Фредериком Жолио-Кюри для работы в области теоретической физики. Часть своей аспирантуры в 1946—1947 годах она провела в Ирландии под руководством Вальтера Гайтлера. После защиты диссертации по образованию мезонов она уехала из Парижа в Копенгаген.
В 1948 году она переехала в Принстон, штат Нью-Джерси по приглашению Роберта Оппенгеймера для работы в Институте перспективных исследований. Там она познакомилась с молодым физиком Брайсом Девиттом. Весной 1951 года они поженились, что означало, что Сесиль будет жить за пределами Франции, и она поставила перед собой цель способствовать развитию физики на своей родине. На собственном опыте испытав недостатки преподавания современной физики во Франции, она разработала концепцию международной летней школы во французских Альпах. В ходе двухмесячной школы небольшая группа студентов и профессоров, занимающихся передовыми исследованиями, работали, жили вместе и имели возможность взаимодействовать друг с другом. В школе преподавались обширные курсы, включающие темы от базовой физики до последних достижений. К лету 1951 года Сесиль уже смогла организовать первый поток. Она заручилась поддержкой влиятельных физиков, таких как Луи Неель и Ив Рокар, получила средства от французского правительства, набрала выдающихся преподавателей и разрекламировала школу. В первой школе участвовали около 30 студентов — половина французов, половина иностранцев, — которые платили только за питание. В списке преподавателей были Леон ван Хов, Вальтер Кон, Вольфганг Паули, Эмилио Сегре, и Виктор Вайскопф. Сесиль Девитт-Моретт организовывала школу с 1951 до 1972 года вместе со своей семьёй — у пары было четыре дочери. Она преобразовала школу в официальное учреждение, учредила научный и административный совет и получила финансирование из различных источников, в том числе от Научного комитета НАТО после 1958 года. Со временем она организовала реконструкцию старых ферм и строительство современных шале для жилья и обучения.
Параллельно с развитием школы Сесиль продолжала свою карьеру физика в США. В 1952 году Сесиль стала ассистентом профессора в университете Калифорнии. После встречи с Ричардом Фейнманом, она увлеклась разработкой математического аппарата для формулировки квантовой теории через интегралы по траекториям. В 1956 году Брайс Девитт стал директором Института физики поля в Университете Северной Каролины, а Сесиль стала работать там приглашённым профессором. С 1957 по 1966 год она руководила Институтом естественных наук. В 1971 году Девитт-Моретт стала профессором в Техасском университете в Остине, однако по совместительству и на факультете астрономии, а не физики, как её муж. Сесиль работала в области математической физики, в частности интегралов по траекториям, их классическим пределам и топологией, и публиковала статьи о распространении волн и общей теории относительности, отклонении света звёзд во время затмения 1972 года и руководила работами многих студентов. Опубликовала книги вместе с Ивонной Шоке-Брюа. В 1983 году ей удалось перейти на физический факультет, а в 1987 году она стала штатным профессором. В 1993 году она стала почетным профессором Техасского университета. Девитт-Моретт продолжала вести активную жизнь до тех пор, пока ей не исполнилось 90 лет.
Книги
- Choquet-Bruhat, Yvonne; DeWitt-Morette, Cécile; Dillard-Bleick, Margaret. Analysis, manifolds and physics. Second edition. North-Holland Publishing Co., Amsterdam-New York, 1982. xx+630 pp. ISBN 0-444-86017-7
- Choquet-Bruhat, Yvonne; DeWitt-Morette, Cécile. Analysis, manifolds and physics. Part II. North-Holland Publishing Co., Amsterdam, 1989. xii+449 pp. ISBN 0-444-87071-7
- Cartier, Pierre; DeWitt-Morette, Cécile. 'Functional Integration, Action and Symmetries', Cambridge: Cambridge Press Univesity, 2006, 456 pages